# Њу Ира (Мичиген)
Њу Ира (енгл. New Era) град је у америчкој савезној држави Мичиген.

## Демографија
По попису из 2010. године број становника је 451, што је 10 (-2,2%) становника мање него 2000. године.
| Група             | 2000.       | 2010.       |
| Белци             | 435 (94,4%) | 427 (94,7%) |
| Афроамериканци    | 0 (0,0%)    | 1 (0,2%)    |
| Азијати           | 1 (0,2%)    | 2 (0,4%)    |
| Хиспаноамериканци | 20 (4,3%)   | 14 (3,1%)   |
| Укупно            | 461         | 451         |